# توماس جوشوا كوبر
توماس جوشوا كوبر (بالإنجليزية: Thomas Joshua Cooper)‏ هو مصور أمريكي، ولد في 19 ديسمبر 1946 في سان فرانسيسكو في الولايات المتحدة.